# Marnicq Bervoets
Pour les articles homonymes, voir Bervoets.
Marnicq Bervoets, né le 21 juin 1969 à Paal (Belgique), est un pilote belge de motocross.
Marnicq Bervoets a, tout au long de sa carrière internationale, subi la domination du plus grand pilote du monde de motocross et belge également, Stefan Everts. Il a cependant gagné 19 Grands Prix tout au long de sa carrière en championnat du monde.

## Palmarès
- Vice-champion du monde 250 cm3 en 1994, 1995, 1996[1]
- Vice-champion du monde 500 cm3 en 2000[1]
- Vainqueur du motocross des nations en 1995, 1997, 1998
- 7 fois champion de Belgique entre 1991 et 1999